# Kotoe Inoue
Pour les articles homonymes, voir Inoue.
Kotoe Inoue (井上 琴絵, Inoue Kotoe) est une joueuse de volley-ball japonaise née le 15 février 1990 à Kyoto (Préfecture de Kyoto). Elle mesure 1,61 m et joue au poste de libero. Elle totalise 16 sélections en équipe du Japon.

## Clubs
| Club                        | De        | À         |
| --------------------------- | --------- | --------- |
| Kyoto Tachibana High School |           | 2007-2008 |
| JT Marvelous                | 2008-2009 | 2017-2018 |
| CSM Bucureşti               | 2018-2019 | 2018-2019 |
| Denso Airybees              | 2019-2020 | …         |

## Palmarès

### Équipe nationale
- Championnat d'Asie et d'Océanie
  - Vainqueur : 2017.
- Championnat d'Asie et d'Océanie des moins de 18 ans
  - Vainqueur : 2007.
- Championnat d'Asie et d'Océanie des moins de 20 ans
  - Vainqueur : 2008.

### Clubs
- V Première Ligue
  - Vainqueur : 2011.
  - Finaliste : 2010,2018.
- Tournoi de Kurowashiki
  - Vainqueur : 2011, 2012, 2015, 2016.
  - Finaliste : 2010.
- Championnat de Roumanie
  - Finaliste : 2019.

### Distinctions individuelles
- Championnat d'Asie et d'Océanie de volley-ball féminin des moins de 18 ans 2007: Meilleure libero.
- Championnat d'Asie et d'Océanie de volley-ball féminin des moins de 20 ans 2008: Meilleure libero.
- Championnat féminin AVC des clubs 2010: Meilleure libero.
- World Grand Champions Cup féminine 2017: Meilleure libero[2].